# Sèrie 254 de FGC

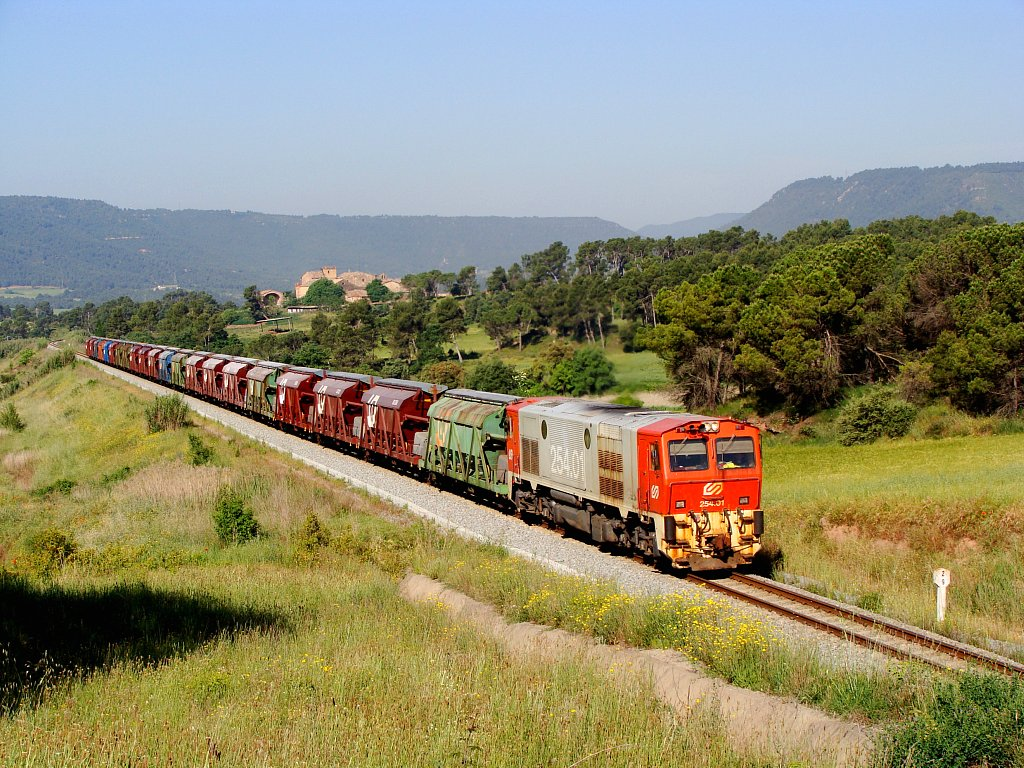

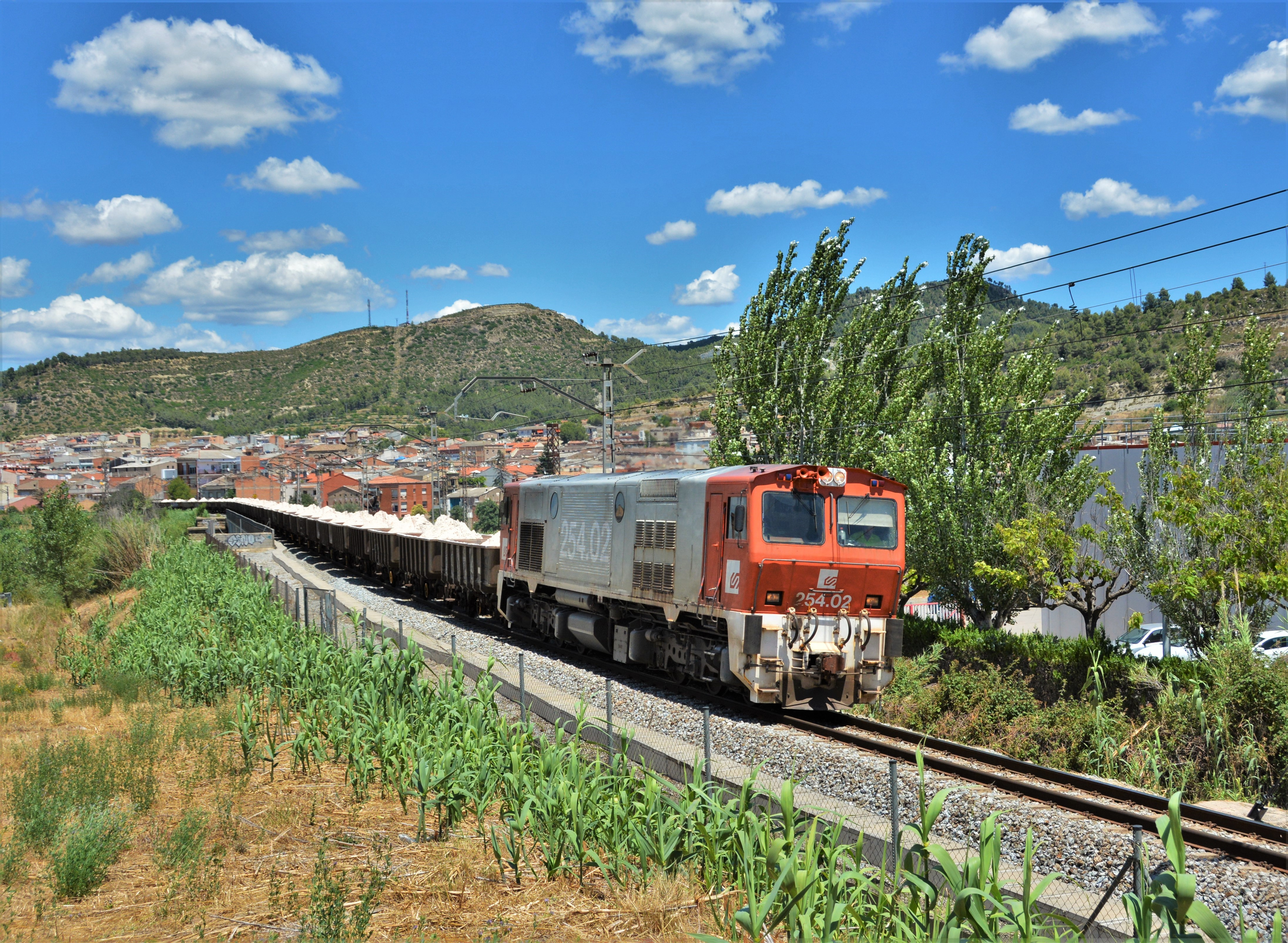

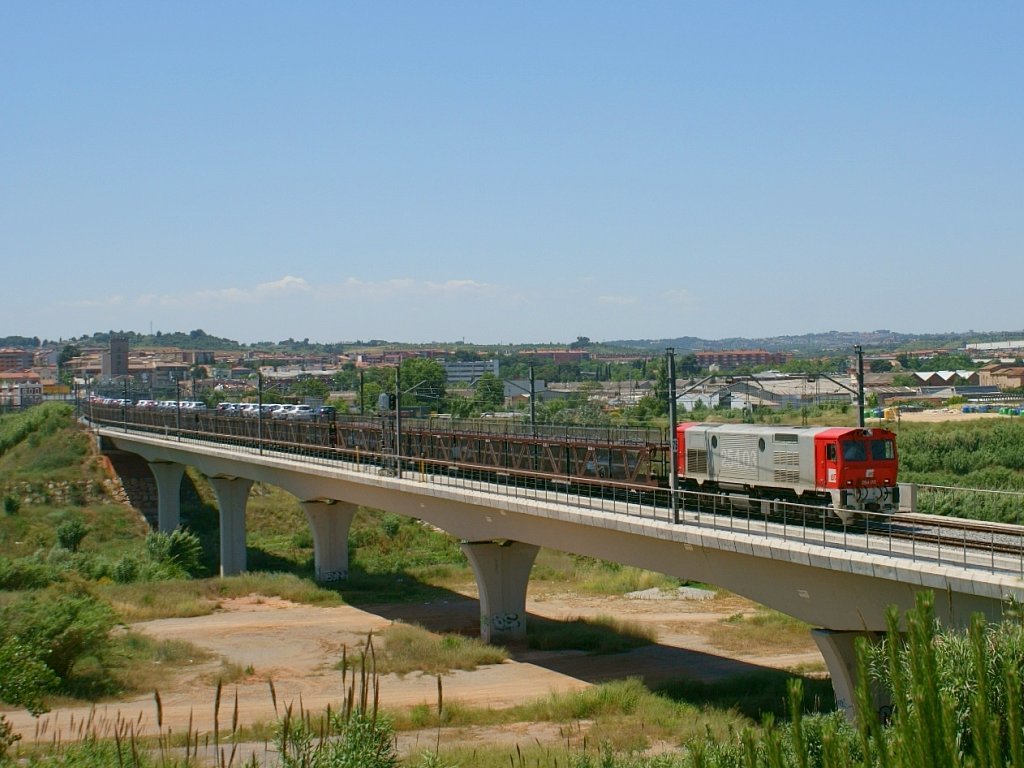

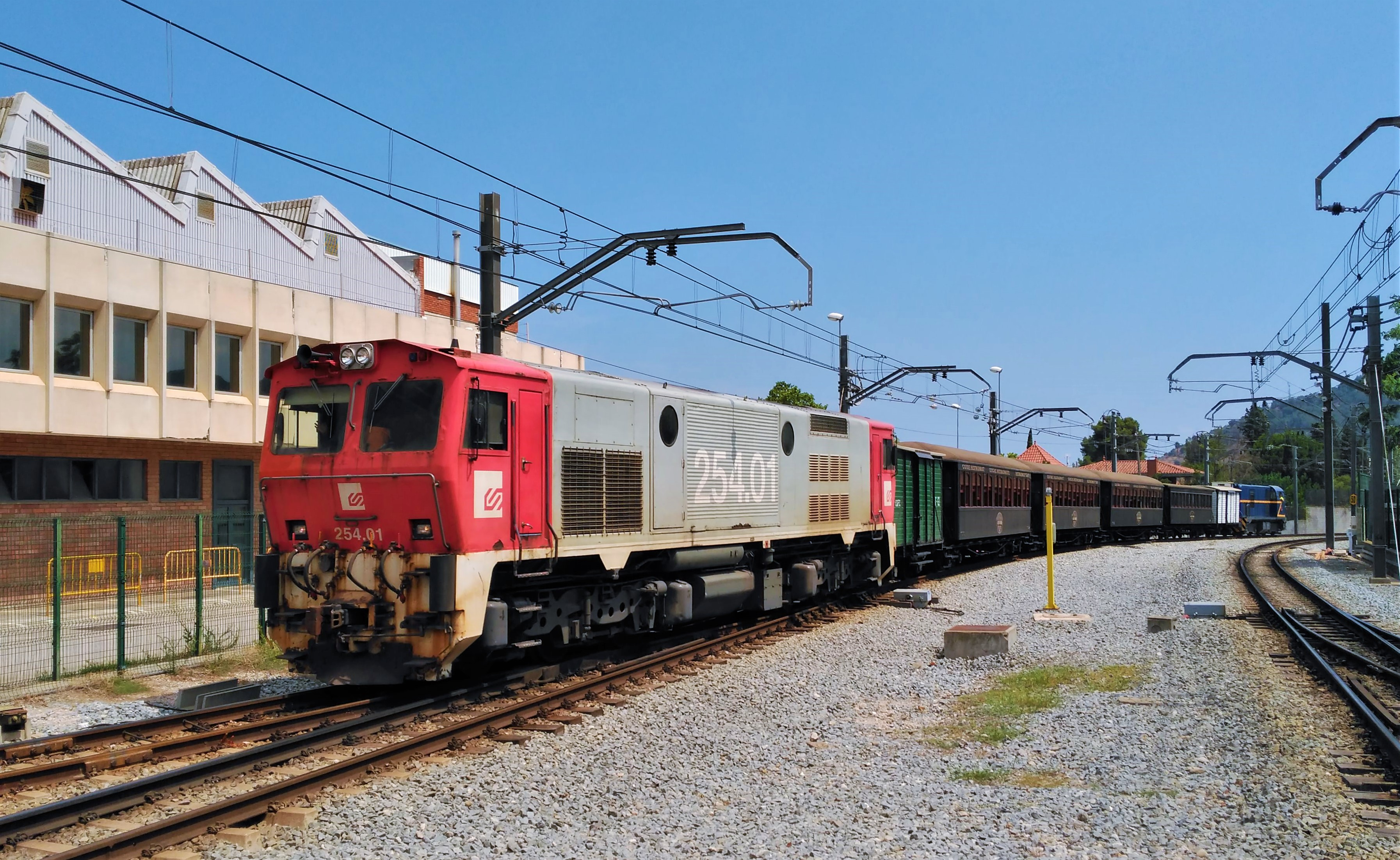

La sèrie 254 de Ferrocarrils de la Generalitat de Catalunya està formada per tres locomotores dièsel-elèctriques, destinades a remolcar trens de mercaderies. Van ser posades en servei l'any 1990, i sempre han circulat a la xarxa de línies amb vía d'ample mètric conegudes com a Llobregat-Anoia.

## Història

### Antecedents
Dins del procés de modernització de les seves instal·lacions i material, a mitjans dels anys vuitanta FGC també va escometre la posada al día del seus serveis de mercaderies, tant millorant les instal·lacions (variant del ramal de Sallent i la nova línia de Sant Boi al port de Barcelona, posats en servei l'any 1985), com renovant el parc de vagons i locomotores. En aquell moment, FGC transportava sal i potassa des de les instal·lacions mineres de Súria i Sallent fins a la planta química de Solvay a Martorell (sal) i al Port de Barcelona (potassa), pel seu transbordament en vaixells. Aquests transports es feien en composicions d'uns 35 vagons de dos eixos, de construcció antiga, remolcats per les locomotores dièsel de les series 700 i 1000, amb un pes brut d'unes 750 tones, que trigaven unes tres hores en anar des de les mines fins al port.
Totes aquestes actuacions tenen l'origen al "Pla general d'actuació pel període 1981-1990", el primer redactat per FGC, que proposava no només preservar tota la xarxa existent (contràriament als tancaments previstos per l'Administració General de l'Estat), sino millorar-la, augmentar la capacitat de les línies i racionalitzar els mitjans disponibles. A partir d'aquest pla, se'n varen redactar d'altres més concrets, per línies i tipus d'actuacions. La "Proposta d'actuació al material motor i mòbil 1985-1987" preveia la modernització de les deu locomotores dièsel de les sèrie 700 i 1000, dotant-les de fre dinàmic i recuperant l'acoblament en comandament múltiple, que amb el pas dels anys s'havia anat abandonant. Un estudi posterior constataba la baixa fiabilitat dels tractors dièsel de la sèrie 820 i, per tant, la necessitat de substituir-los. Així doncs, es va modificar la "Proposta" de material de la següent manera:
- S'adquiririen tres noves locomotores amb un esforç de tracció similar al d'una formació de dues de la sèrie 700/1000.
- Es donarien de baixa els quatre tractors dièsel de la sèrie 820.
- Les locomotores 700 i 1000 es destinarien a maniobres per substituir els tractors dièsel 820 (dues), a trens llançadora als ramals (sis) i s'adaptarien dues per l'acoblament en comandament múltiple, per fer de reserva de les noves locomotores.

### Fabricació i proves
Després d'analitzar diverses opcions, es va triar una locomotora dièsel de sis eixos motrius, pel seu elevat esforç de tracció. El 22 de desembre de 1988 es va signar el contracte per a la seva fabricació amb MACOSA (que l'any següent va canviar el seu nom pel de Meinfesa, en fusionar-se amb MTM). MACOSA era llicenciatària d'Electro Motive Divison (EMD), la branca de construcció ferroviaria del grup americà General Motors. La locomotora triada derivava del model estàndard per exportació GT18 d'EMD. El model adquirit per FGC, pel qual es va dissenyar una nova carrosseria adaptada al gàlib de la línia Llobregat-Anoia (que en aquell moment es coneixia com a "Línia Catalans"), va ser denominat per EMD com a JT18LC-2D. Les locomotores varen ser construïdes a la planta que Meinfesa tenia a València, amb els números de fàbrica 1820 a 1822.
Un cop construïdes, les tres locomotores es van traslladar al taller de FGC a Martorell Enllaç en dos camions cadascuna (un per la caixa i un altre pels dos bogis), arribant totes tres l'any 1990: el 10 d'agost la 254.01, el 10 d'octubre la 254.02 i el 26 d'octubre la 254.03. La primera locomotora va començar les proves el 10 de setembre, donant-se per acabades el 4 d'octubre. Aquestes proves consistiren bàsicament en comprovar la seva potència per remolcar els trens previstos, donant resultats satisfactoris remolcant 1.200 tones. També es va comprovar el gàlib a totes les línies de la xarxa, arribant fins i tot a l'estació d'Igualada, on no tenien previst fer servei, i a on en aquell moment no podien arribar en servei comercial degut a la feblesa del pont situat a la sortida de Piera.

### Serveis
Les locomotores van començar a prestar servei comercial el febrer de 1991, remolcant trens de potassa amb els nous vagons tremuja de la sèrie 62.000 entre les mines de Súria i Sallent i el Port de Barcelona. Els trens estaven formats per 20 vagons, amb un pes brut de 1.200 tones i gairebé 900 tones de càrrega. Davant de les tres hores que necessitaven els trens antics, amb les noves locomotores el viatge es podia fer en tan sols dues hores i quart. A mesura que entraven en servei els nous vagons de la sèrie 62.000, van rellevar als de la sèrie 63.000 en el transport de potassa, podent ser aquest destinats al transport pel qual havien estat construïts: la sal entre la mina de Súria i la planta química de Solvay a Martorell. Amb ells es formaren composicions de 40 vagons, també amb un pes brut de 1.200 tones i 900 tones de càrrega. Normalment, una locomotora estava destinada al remolc del tren de potassa i una altra al del tren de sal, quedant la tercera en reserva. En funció de la demanda de transport, podien circular més trens de potassa, fent-se càrrec la tercera locomotora i cobrint la reserva les dues locomotores de la sèrie 700/1000 acoblables en comandament múltiple. Si alguna de les locomotores 254 estava indisponible per manteniment o reparació, les locomotores 700/1000 es destinaven al tren de sal, no fent gairebé mai el de potassa.
També remolcaven els trens de potassa, amb vagons tremuja de la sèrie 62.000, entre les mines de Súria i Sallent i l'apartador d'Ares, situat a Sant Vicenç de Castellet. El tren arribava carregat fins l'estació de Sant Vicenç-Castellgalí, on era maniobrat per tornar a pujar en sentit Manresa i entrar a l'apartador retrocedint. La potassa es descarregava a un gran dipòsit, on després era transbordat a vagons de via ampla de Renfe. Aquest servei va finalitzar l'any 2008.
El 18 de gener de 2008 es va iniciar un nou transport de mercaderies, d'automòbils nous de la factoria de SEAT a Martorell fins al Port de Barcelona, per la seva exportació en vaixells. Inicialment, aquest servei es va assignar a les locomotores 1003 i 1009, que van ser modernitzades amb aquest propòsit. Van ser substituïdes en aquesta comesa des del gener de 2012 per la locomotora dual 255.01, llogada a Eusko Trenbideak. Degut a la baixa fiabilitat d'aquesta locomotora, freqüentment havia de ser substituïda en aquest servei per una de la sèrie 254, el que implicava que, o bé les tres locomotores estaven prestant servei simultàniament, o bé calia suprimir algun tren, doncs les locomotores 1003 i 1009 ja no s'empraven per remolcar trens de mercaderies.
Entre els anys 2008 i 2009 es va fer una gran reparació de mitja vida a les locomotores. La operació es va adjudicar a l'empresa Erion Mantenimiento Ferroviario S.A., realitzant bona part dels treballs a les instal·lacions de Renfe (un dels dos accionistes d'Erion) a València i Madrid.
El 30 de juny de 2017 va ser el darrer en que van circular els trens de sal entre Súria i Martorell, doncs Inovyn (nou nom de l'antiga Solvay) ja no podia fer servir la sal pels seus processos industrials. Això va permetre retirar del servei la locomotora 255.01 i retornar-la al seu propietari.
Des de llavors, les tres locomotores de la sèrie 254 se'n fan càrrec de tots els trens de mercaderies. Dues circulen diàriament de dilluns a divendres, una remolcant tres trens diaris de potassa de Súria al Port de Barcelona (matí, tarda i nit), i l'altre els tres trens diaris d'automòbils nous de la factoria de SEAT a Martorell fins al Port de Barcelona (també matí, tarda i nit). La tercera locomotora queda en reserva i manteniment. Els dissabtes, també circula una locomotora, la qual remolca tres trens de potassa (matí, tarda, nit) entre Súria i el Port de Barcelona.
Era previst que aquestes locomotores es retiressin del servei l'any 2022, en rebre les cinc noves locomotores duals de la sèrie 257. No obstant, encara van durar mig any més.
Al quadre següent s'indiquen els quilòmetres recorreguts anualment pel conjunt de les tres locomotores, des de l'any 2001. D'aquestes dades se'n desprèn que cada locomotora circula una mitjana de entre 27.400 i 60.570 quilòmetres anuals, sent l'habitual els darrers anys que en facin uns 50.000. A setembre de 2019, dues de les locomotores superen 1,2 milions de quilòmetres recorreguts des de l'inici, i l'altre té poc més d'1,1 millions.
| Any  | Quilòmetres | Any  | Quilòmetres | Any  | Quilòmetres | Any  | Quilòmetres |
| ---- | ----------- | ---- | ----------- | ---- | ----------- | ---- | ----------- |
| 2001 | 102.651     | 2006 | 116.489     | 2011 | 181.711     | 2016 | 133.814     |
| 2002 | 94.552      | 2007 | 122.898     | 2012 | 177.611     | 2017 | 147.017     |
| 2003 | 118.404     | 2008 | 129.024     | 2013 | 140.195     | 2018 | 152.228     |
| 2004 | 119.560     | 2009 | 82.294      | 2014 | 149.955     | 2019 | 130.388     |
| 2005 | 112.999     | 2010 | 121.271     | 2015 | 142.364     | 2020 | 64.432      |
| 2021 | 126.944     | 2022 | 167.142     | 2023 |             |      |             |

A més dels serveis habituals remolcant els trens de mercaderies, ocasionalment les locomotores de la sèrie 254 també n'han prestat d'altres, com ara:
- Remolcat d'unitats de tren elèctriques avariades, mitjançant un enganxall de transició AAR-Alliance - BSI i pas de corrent de bateria des de la locomotora.
- Remolcat de trens històrics, mitjançant un enganxall de transició AAR-Alliance - convencional.
- El remolcat d'una unitat de tren de la sèrie 211 entre Manresa i Santpedor, amb viatgers, amb motiu de la fira de Sant Miquel, el setembre de 2008.

### El final
El 29 de juliol de 2022 es va descarregar al taller de Martorell Enllaç la primera locomotora de la  sèrie 257. Forma part d'una comanda de cinc locomotores duals (elèctriques i dièsel), adquirides per FGC a  Stadler Rail Valencia per substituir a les de la sèrie 254 i ampliar els serveis de mercaderies. La resta de locomotores es van entregar entre el desembre de 2022 i el juny de 2023. El 4 de maig de 2023 es van posar en servei les tres primeres, rellevant progressivament a les 254.
Els darrers serveis comercials de les locomotores 254 van ser:
- L'11 de juliol de 2023 per la 254.01, remolcant el tren buit de transport d'automòbils de Seat entre l'estació de Martorell Enllaç i la factoria de Seat.
- La matinada del 29 de juny de 2023 per la 254.02, remolcant el tren buit de transport d'automòbils de Seat des del port de Barcelona fins a la factoria de Seat.
- La matinada del 4 de juliol de 2023 per la 254.03, fent el mateix servei que l'anterior.

Les locomotores 254.01 i 254.03 es van posar a la venda. Es van obrir tres procesos de licitació el novembre de 2022, el març de 2023 i el maig de 2023, quedant tots tres deserts. Les dues locomotores foren temporalment apartades a la via 5 de l'estació de Barcelona Plaça Espanya la nit del 27 de juliol de 2023.
Per la seva part, la locomotora 254.02 ha estat preservada com a material històric, sent traslladada al museu Espai de la via mètrica el 3 d'agost de 2023. Un cop descarregada, els darrers metres fins a quedar a la seva ubicació definitiva els va fer pels seus propis mitjans.

## Descripció tècnica
Les 254 són unes locomotores dièsel-elèctriques, amb dos bogis de tres eixos motrius, equipades amb un motor dièsel i sis motors elèctrics de tracció de corrent continu, amb dues cabines de conducció.

### Quadre de característiques
| Anys construcció                |      | 1990          |        |        |
| Quantitat                       |      | 3             |        |        |
| Rodatge                         |      | Co'Co'        |        |        |
| Potència en règim continu       | kW   | 1.119         |        |        |
| Esforç de tracció a l'arrencada | kN   | 220           |        |        |
| Velocitat màxima                | km/h | 90            |        |        |
| Sistemes de seguretat           |      | FAP           |        |        |
| Comandament múltiple            |      | 3 locomotores |        |        |
| Longitud entre topalls          | mm   | 16.346        |        |        |
| Longitud de la caixa            | mm   | 15.200        |        |        |
| Amplada màxima                  | mm   | 2.670         |        |        |
| Alçada màxima                   | mm   | 3.800         |        |        |
| Pes màxim locomotora            | kg   | 81.000        | 81.000 | 81.000 |
| Pes màxim per eix               | T    | 13,5          |        |        |

### Part mecànica
La caixa de la locomotora està formada per un bastidor construït amb tubs quadrats d'acer estructural A42b, units mitjançant soldadura. Dos travessers intermedis tenen soldats els pivots pels bogis, i als dos frontals l'estructura que suporta els enganxalls AAR-Alliance. La caixa està formada per planxes d'acer soldades al bastidor, excepte la part central, que està collada i és desmuntable per tal de poder muntar i extreure el grup generador. Interiorment, la caixa està dividida en cinc compartiments. Estan separats per parets i portes abatibles amb un passadís pel qual es pot transitar d'un costat a l'altre. Consecutivament són:
- Una cabina de conducció (la número 1), amb lloc de conducció a la dreta, seient per l'acompanyant a l'esquerra, i diversos elements de comandament elèctric a la paret posterior, incloses les targetes electròniques.
- La sala del compressor, on hi ha el compressor d'aire, les resistències de fre al sostre, filtres de l'aire d'admissió i l'equipament d'aire condicionat de les cabines.
- La sala de màquines, amb el grup generador (motor dièsel, alternadors i generador), dipòsits de l'aigua de refrigeració i filtres de gasoli i oli.
- La sala de refrigeració, amb els radiadors al sostre, el corresponent ventilador i unes persianes automàtiques per regular l'entrada d'aire exterior.
- I l'altre cabina de conducció (la número 2), amb els mateixos elements que la 1 a la part davantera, però diferents a la paret posterior, doncs en aquesta hi ha els elements de comandament pneumàtics. A més, una segona porta interior permet accedir a un altre passadís lateral que permet accedir per l'altre costat només fins a la sala de màquines.

Els dos bogis, idèntics entre si, son del tipus Flexicoil GLC. Estan formats per un bastidor i una travessa balladora construïts amb acer modelat. Tenen tres eixos, amb suspensió primària per molles helicoïdals sobre les caixes de greix, i suspensió secundària per silentblocs entre el bastidor del bogi i la travessa balladora, a més de diversos amortidors. Cada eix és accionat per un motor elèctric de tracció de corrent continu suspès pel nas. La unió entre el bastidor de la locomotora i els bogis es fa mitjançant dos pivots.
Per l'acoblament amb els vagons o altres locomotores, a cada testera hi ha un enganxall del tipus americà AAR-Alliance, a més de les mànegues flexibles per donar continuïtat a les canonades general de fre (CGF, per frenar els vehicles remolcats) i d'alimentació (CGA, per interconnectar dues locomotores). També es disposa d'un endoll per acoblar elèctricament dues locomotores de la mateixa sèrie, en cas de conduir-les en comandament múltiple.

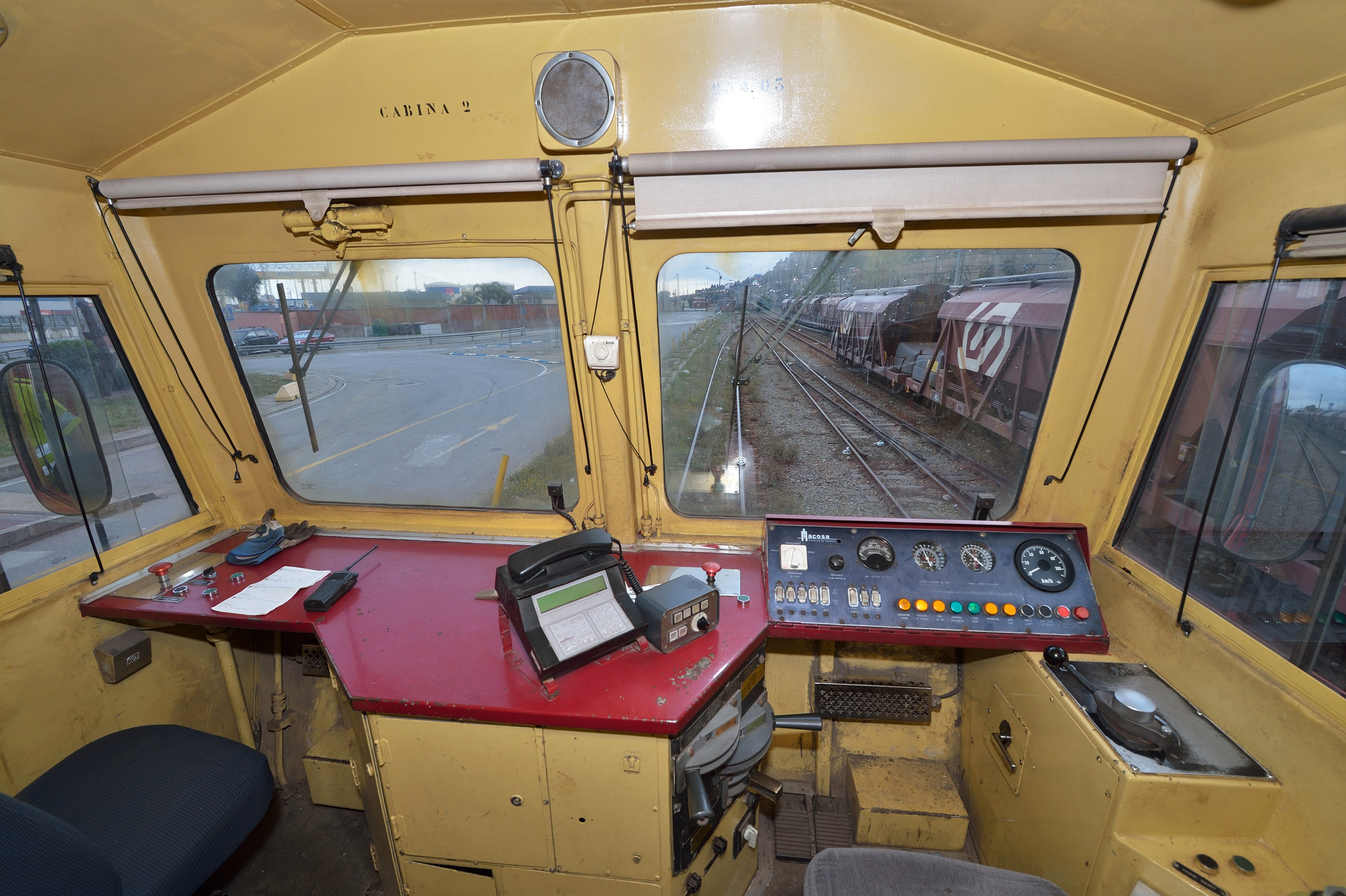
Cabina de conducció.
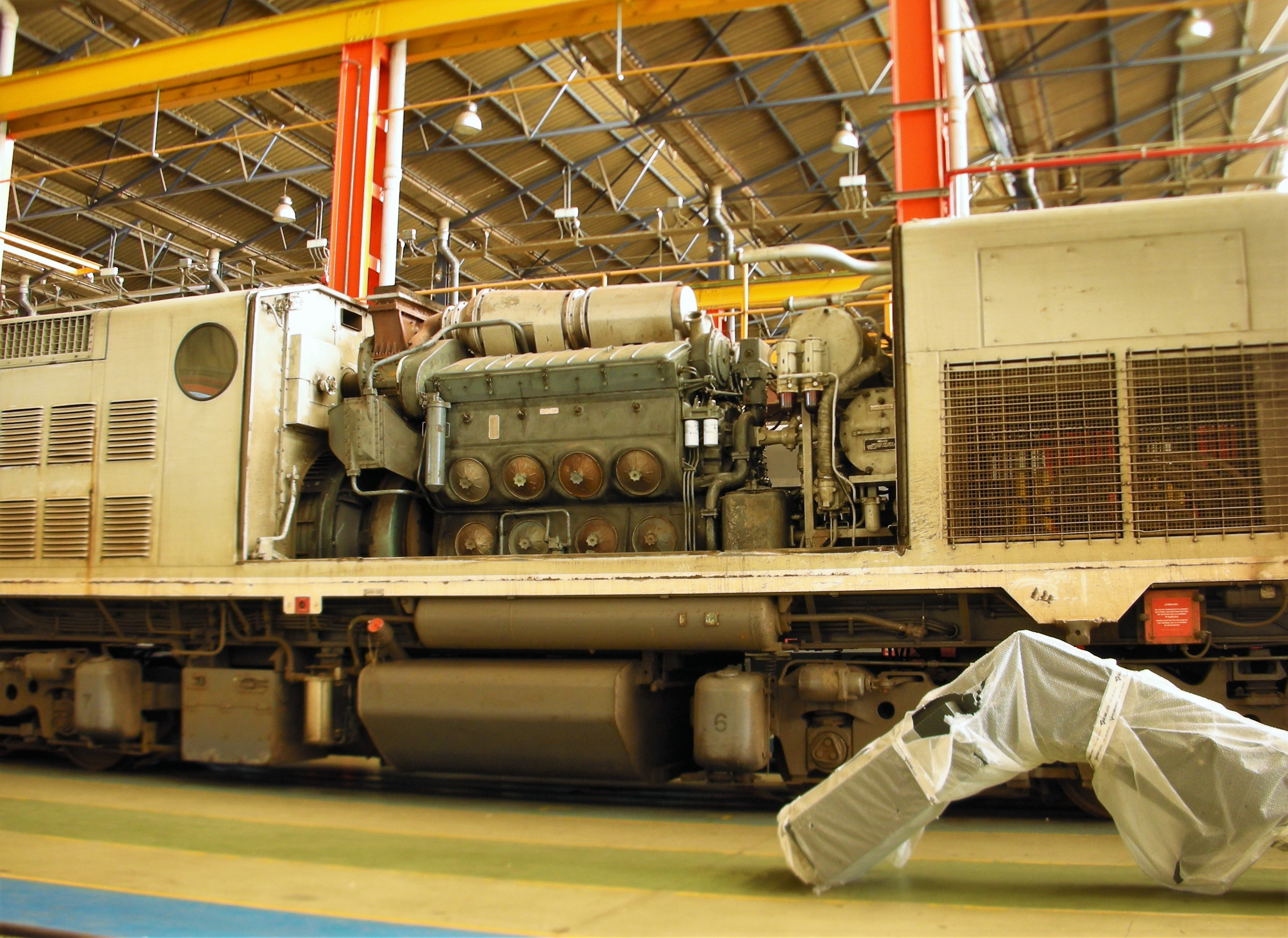
Amb la capota desmuntada es pot veure la sala de màquines, amb el grup generador.
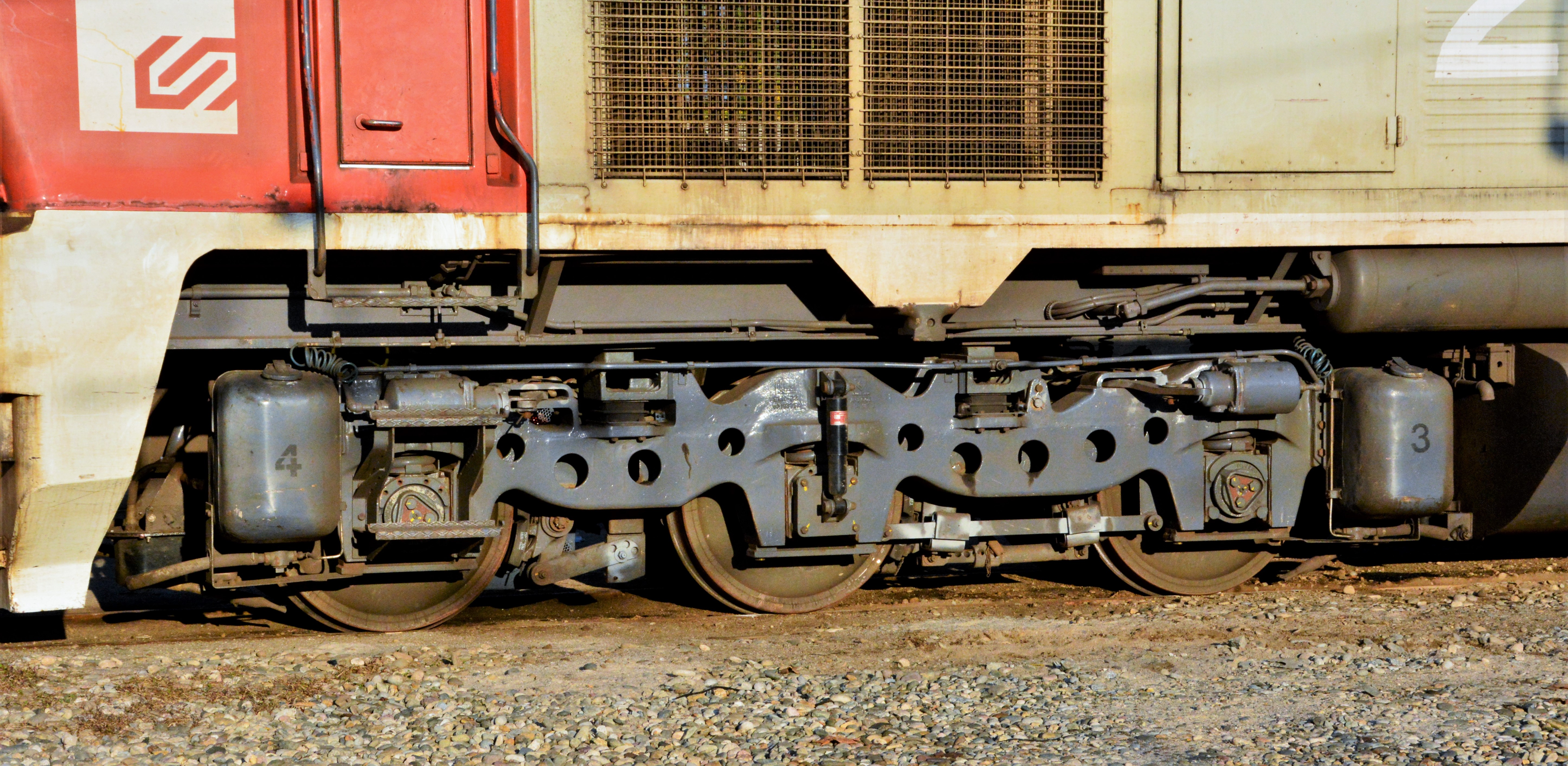
Un dels bogis de la locomotora.

### Grup generador
Les locomotores de la sèrie 254 van equipades amb un motor dièsel d'una de les quatre games que va produir EMD al llarg de la seva història, la 645. En concret, és del model 8-645E3C, de vuit cilindres en V, cicle dièsel de dos temps i sobrealimentat per turbocompressor, que ofereix una potència màxima de 1.650 CV (1.230 kW). Els motors d'aquesta gama de dos temps es caracteritzen per ser lents, doncs les revolucions per minut van des de les 318 al ralentí, a les 904 al màxim d'acceleració.
Aquest motor dièsel acciona tres màquines elèctriques:
- directament acoblat a la sortida del cigonyal, l'alternador principal, que genera corrent altern trifàsic que, després de ser rectificat, alimenta als motors de tracció;
- físicament unit a l'anterior, però separat elèctricament, l'alternador auxiliar, que genera corrent altern trifàsic per excitar l'alternador principal i accionar el ventilador dels radiadors;
- accionat per corretges, el generador auxiliar, que genera corrent continu per excitar l'alternador auxiliar, i alimentar els circuits de control, de càrrega de bateria, la bomba de combustible, etcètera.[12][1]

### Part elèctrica i de control
La locomotora disposa de sis motors elèctrics de corrent continu, cadascun dels quals acciona un dels eixos. Són d'excitació en sèrie per obtenir un elevat parell motriu en el moment de l'arrencada.
L'equipament de control és elèctric i electrònic. Per conduir la locomotora, el maquinista disposa del tradicional sistema americà de controller, amb dues palanques. Una d'elles, amb vuit punts, controla la tracció. En accionar-la, el maquinista provoca l'excitació de diferents relés i contactors, que estableixen els circuits per tal que l'alternador principal comenci a produir corrent, i que el motor dièsel s'acceleri a vuit valors determinats de revolucions per minut. A més, un regulador de càrrega varia automàticament l'excitació de l'alternador, per tal que el motor dièsel no s'ofegui davant una demanda de potència elevada. També s'estableix l'alimentació dels motors de tracció en el sentit de marxa triat. L'altre palanca serveix per accionar el fre elèctric. De nou, en accionar-la, s'exciten diversos relés i contactors que estableixen els circuits per tal que els motors elèctrics passin a comportar-se com a generadors, i que el corrent generat es consumeixi a les resistències de fre.
Diverses targetes electròniques controlen el funcionament de diversos elements elèctrics, o vigilen el funcionament.

### Sistemes pneumàtics i de fre
L'aire comprimit necessari per la locomotora el produeix un indestructible compressor americà, fabricat per Gardner Denver, que és accionat mecànicament per la sortida del cigonyal del motor dièsel. Aquest aire es fa servir per les botzines, sorreres, greixadors de pestanya, persianes del sistema de radiadors i, per descomptat, pel fre.
La locomotora disposa de dos tipus de fre pneumàtic, que van ser dissenyats i fabricats per l'empresa suïssa Oerlikon. El seu accionament és pneumàtic, i es fa mitjançant dos robinets situats a les cabines de conducció. El fre directe és accionat per un comandament, i actua només sobre les rodes de la locomotora. El fre indirecte és del tipus UIC, i mitjançant un robinet FV4A35 acciona els frens de la locomotora i de tots els vehicles acoblats a la composició del tren, a través de la Canonada General de Fre (CGF). Pel fre indirecte la locomotora disposa d'un distribuïdor ESH 100.
A la locomotora, cada roda està dotada amb una sabata de fre. Sobre dues d'elles actua, a més, el fre manual d'estacionament, accionat mitjançant un volant des d'una cabina de conducció.

### Equipaments de seguretat
La locomotora va equipada amb els següents sistemes de seguretat:
- Home mort, que en cas de defalliment del maquinista provoca la frenada d'urgència del tren.
- Sistema FAP (Frenat Automàtic Puntual, derivat de l'ASFA de Renfe), que controla el compliment de les indicacions dels senyals per part del maquinista.
- Control pneumàtic, que aturarà el tren en cas de trencament de la CGF.
- Detecció d'incendis a diversos indrets de la locomotora, que avisará al maquinista.
- Tot un seguit de proteccions que aturaran, o posaran el motor dièsel al ralentí, en cas de manca de pressió de l'oli de greixatge, de l'aigua de refrigeració, excés de temperatura d'aquest aigua, o sobre-revolucions del motor.
- I una protecció elèctrica que desconnecta la producció de corrent de l'alternador principal (i, per tant, la tracció), en cas de derivació a massa del mateix, o d'un motor de tracció.[13]

### Prestacions i operació
Les locomotores de la sèrie 254 poden remolcar un màxim de 1.200 tones. En sentit descendent, entre Súria, Sallent, Martorell i el Port de Barcelona, aquest és el límit de càrrega en tots els trams, favorable doncs, donat que els trens carregats circulen sempre en aquest sentit. Aquesta càrrega màxima equival a 20 vagons tremuja de la sèrie 62.000; la composició de vagons de la sèrie 65.000, carregada, té un pes màxim de 629 tones. En el sentit contrari, en el que circulen els trens buits, els límits de càrrega varien segons els trams de les línies, entre un mínim de 590 i un màxim de 1.000 tones. Els trens buits de potassa amb 20 vagons de la sèrie 62.000 pesen 306 tones. Per aquest motiu, en ocasions, per necessitats del servei, els trens buits ascendents de potassa estan formats per més de 20 vagons (normalment, no més de 25). Els trens buits de transport d'automòbils de la sèrie 65.000 tenen un pes de 402 tones.
La velocitat màxima de la locomotora és de 90 km/h quan circula aïllada, i de 70 km/h quan circula remolcant vagons de mercaderies, doncs és el límit d'aquests vehicles.
Poden circular acoblades en comandament múltiple fins a tres locomotores. No obstant, els serveis es fan sempre només amb una locomotora. Ocasionalment, en cas de trasllat d'una locomotora entre el taller de Martorell i l'estació de Manresa Alta o el Port de Barcelona, s'acoblen dues locomotores.
Tot i que el manteniment es fa al taller de Martorell Enllaç, a l'estació de Manresa Alta hi ha una cotxera auxiliar, dotada també amb instal·lacions de repostatge de combustible i de sorra.